# Árvay Mihály
Árvay Mihály (Kassa, 1708. szeptember 13. – Boldogújfalu, 1750. február 15.) jezsuita tanár, költő, irodalomtörténész.

## Élete
1724-ben Trencsénben lépett a jezsuita rendbe, és Nagyszombatban a bölcseletet és hittudományokat hallgatta. Tanulmányait végezve, a humán tárgyakat néhány évig tanította Sopronban, Nagyszombatban és Kassán, azután egy évig hittérítő, két évig hitszónok volt Nagyváradon és Egerben. 1742-ben megvált a rendtől és világi pap lett. 1745-ben jászladányi, 1748-ig siroki, 1748 végén boldogújfalusi pap volt.
Az elsők között tett kísérletet arra Res literaria Hungariae (Kassa, 1735) címmel kiadott munkájával, hogy a magyar irodalmat áttekintse.

## Munkái
- Celebriores Hungariae Reges cum praeclaris principibus collati, carmine elegiaco (Kassa, 1734)
- Res literaria Hungariae. Cassoviae, 1785 (névtelenül)